# سکاستان کوچک
سکاستان کوچک () (به لاتین: Mikra Skythia) یکی از استان‌های روم در دوران باستان پسین بود که مربوط به سرزمین‌های بین رود دانوب و دریای سیاه است که دوبروجا امروزی بین رومانی و بلغارستان تقسیم می‌شود. این استان توسط امپراتور دیوکلتیان از موئسیا جدا شد تا بین سال‌های ۲۸۶ و ۲۹۳ پس از میلاد، استانی جداگانه تشکیل دهد. مرکز این استان تومیس (کنستانتسای امروزی) بود. این استان در حدود سال‌های ۶۷۹–۶۸۱ میلادی، زمانی که منطقه توسط بلغارها مورد تاخت و تاز قرار گرفت، از بین رفت و امپراتور کنستانتین چهارم مجبور شد در سال ۶۸۱ این موضوع را به رسمیت بشناسد.
طبق Laterculus Veronensis در حدود سال ۳۱۴ و Notitia Dignitatum در حدود سال ۴۰۰، سکاستان کوچک به قلمرو تراکیه تعلق داشت. فرماندار آن عنوان praeses را داشت و دوکس آن دو لژیون رومی، لژیون یکم یوویا و لژیون دوم هرکولیا را فرماندهی می‌کرد. مقام دوکس در سال ۵۳۶ با quaestor exercitus جایگزین شد که منطقه وسیع‌تری را پوشش می‌داد.
جمعیت بومی سکاستان کوچک، داسی‌ها بودند و فرهنگ مادی آنها از نظر باستان‌شناسی تا قرن ششم مشهود است. ویلاهای رومی نیز در این منطقه یافت شده است. شهرها یا بنیادهای یونان باستان در ساحل (مانند تومیس) یا بنیادهای رومی جدیدتر در دانوب بودند. استحکامات رومی عمدتاً به دوره حکومت چهارسالاری یا دودمان کنستانتین برمی‌گردد. تعمیرات اساسی در زمان امپراتوران آناستاسیوس یکم و ژوستینین یکم انجام شد که به استان مصونیت مالیاتی اعطا کردند. در قرن پنجم، بیشتر سربازان مستقر در سکاستان کوچک فدرالتی از ژرمن‌ها، ترک‌ها، هون‌ها یا (احتمالاً) اسلاوها بودند. آنها منبع دائمی تنش در استان بودند.
مسیحیت در قرن پنجم و ششم در سکاستان کوچک شکوفا شد. کتیبه‌های مسیحی متعددی یافت شده است. در قرن چهارم، شواهدی از فرقه‌های شهید در آنجا وجود دارد. کلیساها معمولاً دارای دخمه‌های یادگاری بودند. چندین متکلم برجسته از سکاستان کوچک بودند، از جمله جان کاسیان، دیونیسیوس اگزیگوس و راهبان سکایی.